# 樂善堂余近卿中學
樂善堂余近卿中學（英語：Lok Sin Tong Yu Kan Hing Secondary School，簡稱余中），創辦於1969年，為九龍樂善堂第一間政府資助男女文法中學，位於九龍橫頭磡富裕街3號，教學語言以中文為主。由於得到余近卿先生的捐助，故學校命名為「樂善堂余近卿中學」。

## 校政管理

### 歷任校監[2]
1. 1969年至1971年：陳全亦
2. 1971年至1973年：彭瀚天
3. 1973年至1974年：陳祖澤，OBE，GBS，JP
4. 1974年至1978年：劉世仁，MBE，JP
5. 1978年至1981年：李會桃
6. 1981年至1983年：顧思聰
7. 1983年至1985年：許賢瑛，MBE
8. 1985年至1987年：劉德
9. 1987年至1988年：王仲銘
10. 1988年至1990年：余錦基，MBE，SBS，BBS，JP
11. 1990年至1992年：張念平，MH
12. 1992年：余鑑明
13. 1992年至1994年：楊佐鏗，MH
14. 1994年至1996年：梁泳釗
15. 1996年至1997年：勞國雄，BBS，MH
16. 1997年至1999年：江焯開，BBS，MH，JP
17. 1999年至2001年：余啟繁，MH
18. 2001年至2002年：李家仁，BBS，MH，JP
19. 2002年至2003年：何耀明，MH
20. 2003年至2004年：官錦堃，MH
21. 2004年至2006年：歐陽卓倫，MH，JP
22. 2006年至2011年：齊光華，MH
23. 2011年至2013年：羅永順，MH
24. 2013年至2019年：梁紹安，MH
25. 2019年至2022年：陳婉儀[4]
26. 2022年至今：李培埡[5]

### 歷任校長
- 1969年至2000年：李思泌 先生[6][2]（由筲箕灣崇真中學轉職；曾兼任港九潮州公會中學英文夜校校長）
- 2000年至2010年：徐蔣鳳 女士[2]
- 2010年至2013年：吳鳳嫻 女士[2][7]
- 2013年至2020年：劉振鴻 先生[2][8]
- 2022年至今：凌施茵 女士

### 歷任副校長
- 陳炳輝 先生[9]
- 郭漢揚 先生
- 陳樹基 先生
- 許守仁 博士
- 鄧潔麗 女士[2]
- 林德真 女士[10]
- 文可為 先生[11]
- 張齊欣 女士[12]
- 溫結冰 女士[13]
- 黃學誠 先生
- 鄧偉成 先生

## 學校歷史

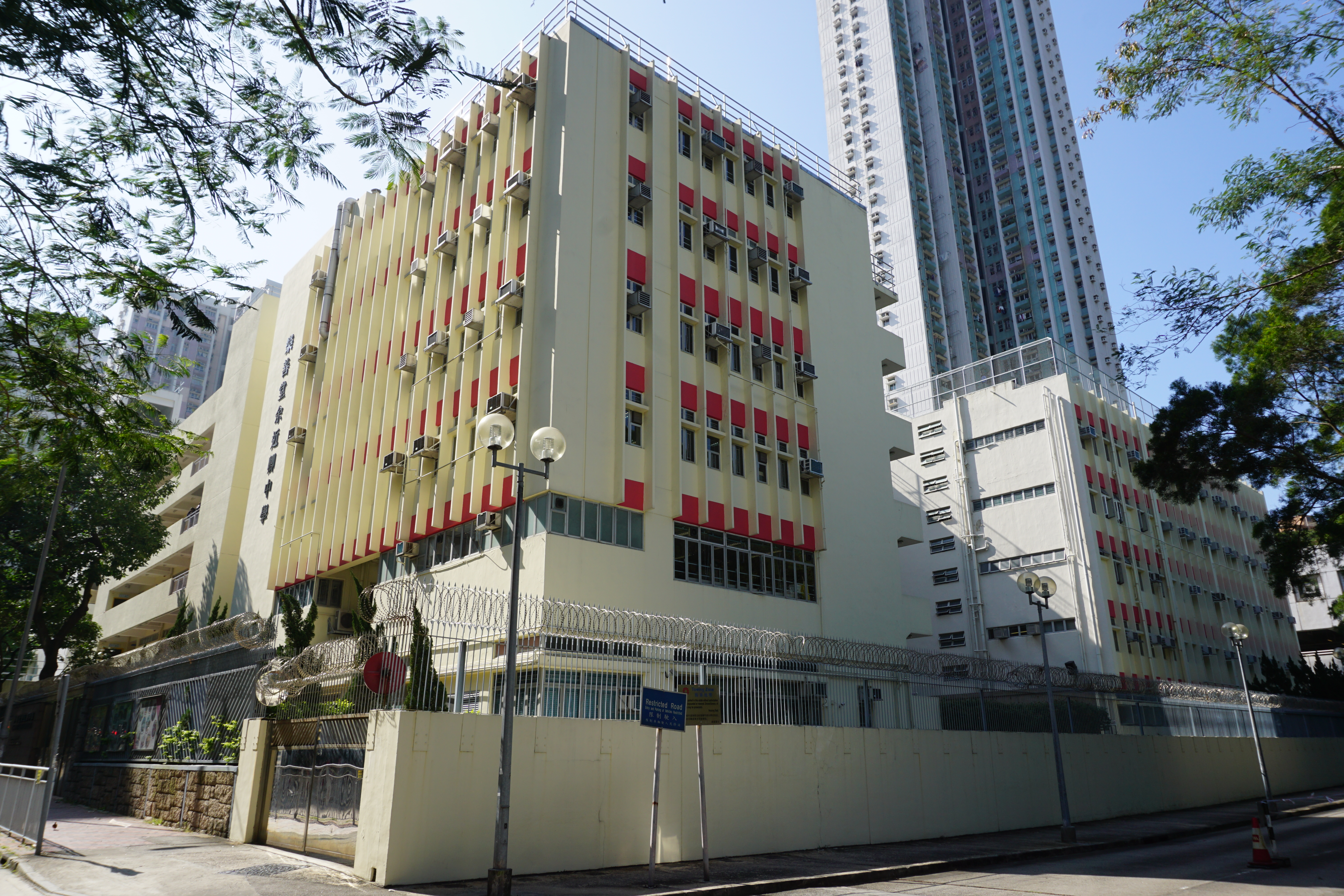
樂善堂余近卿中學

樂善堂余近卿中學於1968年1月舉行校舍動土及奠基禮 ，當時所屬區域為橫頭磡新區第5198號地段，為九龍樂善堂第一所創辦的政府津貼中學。因獲得總理、真光百貨公司創辦人余近卿捐款興建學校，故校名定名為「樂善堂余近卿中學」，1970年9月啟用。校方於1970年12月邀得時任香港總督戴麟趾主持校舍揭幕禮。到了1984年，為紀念該校創校15周年，校方設立十五周年紀念花園，且邀請時任副教育署署長李越挺主持開幕禮。5年後成立學生會，1995年成立家長教師會。後來於2000年，余近卿家人捐出400萬元擴建校舍，余近卿中學得以於翌年落成，並啟用新教學樓「余何慕貞樓」。2006年為讓校內學生通過三日兩夜的住宿訓練去學習生活技能及社交禮儀，該校設立「官子明禮儀之家」。2017年又成為香港第一間STEM實驗學校。
近年隨著教育局公布《推動STEM教育——發揮創意潛能》報告，支援香港中、小學推行STEM教育。樂善堂余近卿中學被教育局評為四間「專業發展學校」之一。2020年4月，無綫電視《看出個未來》節目曾採訪學校的人工智能教學培訓。另外，該校校內設有「梁紹安伉儷人工智能教學中心」推廣人工智能教育。

## 校訓與校歌
樂善堂轄下的學校均採用統一的校訓。
校訓釋義
九龍樂善堂屬校校訓皆為「仁、愛、勤、誠」。
- 校訓簡釋為：仁愛成德，推己及人，大公無私，愛眾親仁。是為「仁」和「愛」。
- 學問之道，浩瀚無涯，努力不懈，方克有成。是為「勤」。
- 成己成物，立己立人，處世行事，誠之為貴。是為「誠」。

校歌
九龍樂善堂屬校校歌均為同一通用，由曾創作蔣公紀念歌的著名作曲家黃友棣作曲，顧超文作詞。
歌詞：
樂善仁翁創我校，莘莘學子沐春風。

校舍敞明環境美，讀書之樂在其中。

家國事，責任重，年雖少，志氣雄。

萬丈高樓平地起，求學做人一樣同。

前進！前進！向前進！誓作民族先鋒。

## 班級結構
樂善堂余近卿中學初中（中一至中三）年級分為四班，高中（中四至中六）年級亦分為四班。初中學生除了入讀一般學科之外，還會修讀演藝及多媒體教育科和創客實驗課。而中四至中六年級學生主修4個核心科目之餘，又可選修中國歷史、地理、歷史、經濟、綜合科學、旅遊與款待、視覺藝術、資訊及通訊科技、企業、會計與財務概論、化學、生物或物理科。

## 著名/傑出校友
公共事業、政界
- 丘應樺，JP（中七）：商務及經濟發展局局長[17]
- 何開鳳（1976年中七）：前民眾安全服務隊九龍區域總指揮[18]
- 鄺健培：香港航空青年團副司令（訓練）[19]
- 李鉅標，BBS，JP（1979年中七）：前土木工程拓展署可持續大嶼辦事處處長及土木工程處副署長[2]

傳媒界
- 謝志峰（1970年中三；一個月）：香港資深傳媒工作者[20]
- 陳金寶（2014年中六）：無綫新聞記者[2]
- 黃淑明（1987年中七）：無綫新聞總監

商業、醫學界
- 彭玉玲：知庫國際控股有限公司主席、知庫專業水療教育學院創始人
- 凌浩雲，MH：Annalee Dolls（安娜妮娃娃）公司主席、利華禮品玩具有限公司及哈佛提素董事、滙豐社會企業商務中心高級經理[21]
- 高廣垣：全國工商聯房地產商會香港及國際分會主席 、香港特區政府一帶一路委員會主席[22]
- 侯德洋（1992年中五）：香港賽馬會客戶策略、體驗及創新事務執行總監[23][2]
- 鄭斯燦：卡撒天嬌集團有限公司創辦人、副主席兼行政總裁[23]
- 黃志強（1976年中五）：香港東區尤德夫人那打素醫院神經外科主管顧問醫生[24]
- 陳文英（1994年中七）：黛麗斯集團首席財務總監[2]

演藝、體育界
- ：香港旅遊專欄作家、旅遊節目主持、填詞人
- 任港秀：前香港女演員
- 朱文佳（2007年中五）：香港傷殘羽毛球運動員[13]
- 沈俊軒（2024年中六）：中國香港甲組足球員[25]

教育、學術界
- 霍永明（1976年中七）：紐奧爾良洛約拉大學工商管理學系教授兼經濟及工商管理學院副院長[26]
- 張善培（1976年中七）：香港中文大學課程與教學學系教授[27]
- 鄭恩榮（1976年中七）：前順德聯誼總會鄭裕彤中學校長[27]
- 薛昌華：中華基督教會扶輪中學校長[2]

## 外部連結
- 2017年十八區STEM學校巡禮 （页面存档备份，存于）
- OpenSchool 樂善堂余近卿中學介紹 （页面存档备份，存于）